# 帕維亞高等研究院
帕維亞高等研究院（Istituto Universitario di Studi Superiori of Pavia，簡稱IUSS）是一所位於義大利帕維亞的高等研究機構。
帕維亞高等研究院是帕維亞大學於1997年與博羅梅奧學院、吉斯列理學院和義大利教育部共同創立的。IUSS統合了帕維亞大學的五個學院，包括十七世紀成立的伯洛密奧學院和吉斯列理學院，形成帕維亞學習系統。整個義大利只有三個類似的機構：比薩高等師範學院、圣安娜高等研究学校和帕維亞高等研究院。

## 研究領域
帕維亞高等研究院有四個主要的研究領域，為學者提供國際化的研究網路：
- 人文
- 社會科學
- 生醫科學
- 理工科技

## 課程
IUSS提供三種不同的課程：
- 大學部課程，只有通過IUSS入學測驗的帕維亞大學學生能夠選修。
- 第二階段碩士課程
- 跨領域博士課程